# キャンベル郡 (バージニア州)
キャンベル郡（英: Campbell County）は、アメリカ合衆国バージニア州の中央部に位置する郡である。2010年国勢調査での人口は54,842人であり、2000年の51,078人から7.7%増加した。郡庁所在地は国勢調査指定地域のラストバーグ（人口1,431人）であり、同郡で人口最大の町はやはり国勢調査指定地域のティンバーレイク（人口12,183人）である。郡名はアメリカ独立戦争時の将軍ウィリアム・キャンベルに因んで名付けられた。
キャンベル郡はリンチバーグ大都市圏に属している。

## 歴史
キャンベル郡は1782年にベッドフォード郡から分離して設立された。郡名はアメリカ独立戦争の英雄であり、1780年のキングスマウンテンの戦いで知られたウィリアム・キャンベル将軍に因んで名付けられた。

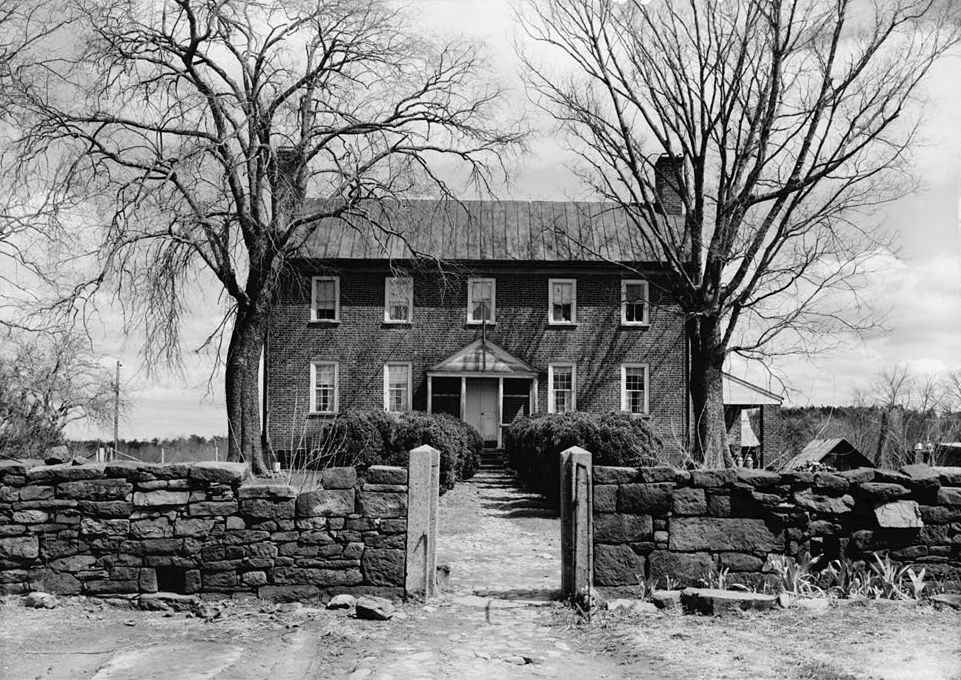
グルイーン・プランテーション本館

## 地理
アメリカ合衆国国勢調査局に拠れば、郡域全面積は507平方マイル (1,313.1 km2)であり、このうち陸地504平方マイル (1,305.4 km2)、水域は3平方マイル (7.8 km2)で水域率は0.55%である。

### 主要高規格道路
- アメリカ国道29号線
- アメリカ国道460号線
- アメリカ国道501号線
- バージニア州道24号線
- バージニア州道40号線
- バージニア州道43号線

### 隣接する郡と独立市
- リンチバーグ市 - 北西
- アマースト郡 - 北
- アポマトックス郡 - 北東
- シャーロット郡 - 東
- ハリファックス郡 - 南東
- ピットシルベニア郡 - 南西
- ベッドフォード郡 - 西

## 人口動態
以下は2000年国勢調査による人口統計データである。
| 基礎データ - 人口: 51,078人 - 世帯数: 20,639 世帯 - 家族数: 14,694 家族 - 人口密度: 39人/km2（101人/mi2） - 住居数: 22,088軒 - 住居密度: 17軒/km2（44軒/mi2） 人種別人口構成 - 白人: 83.24% - アフリカン・アメリカン: 14.71% - ネイティブ・アメリカン: 0.19% - アジア人: 0.62% - 太平洋諸島系: 0.01% - その他の人種: 0.33% - 混血: 0.90% - ヒスパニック・ラテン系: 0.83% 年齢別人口構成 - 18歳未満: 24.0% - 18-24歳: 7.7% - 25-44歳: 29.3% - 45-64歳: 25.6% - 65歳以上: 13.5% - 年齢の中央値: 38歳 - 性比（女性100人あたり男性の人口） - 総人口: 95.3 - 18歳以上: 92.3 | 世帯と家族（対世帯数） - 18歳未満の子供がいる: 30.8% - 結婚・同居している夫婦: 56.0% - 未婚・離婚・死別女性が世帯主: 11.4% - 非家族世帯: 28.8% - 単身世帯: 24.6% - 65歳以上の老人1人暮らし: 8.8% - 平均構成人数 - 世帯: 2.45人 - 家族: 2.91人 収入と家計 - 収入の中央値 - 世帯: 37,280米ドル - 家族: 42,901米ドル - 性別 - 男性: 32,108米ドル - 女性: 22,286米ドル - 人口1人あたり収入: 18,134米ドル - 貧困線以下 - 対人口: 10.6% - 対家族数: 7.9% - 18歳未満: 14.1% - 65歳以上: 10.9% |

## 町
- アルタビスタ
- ブルックニール

### 未編入の町
- コンコード
- ロングアイランド
- リンチステーション
- ラストバーグ - 郡庁所在地
- ティンバーレイク
- グラディス
- エビントン
- キャッスルクレイグ
- キングストン